# بيرو مينغويا
بيرو مينغويا (بالإنجليزية: Piero Mingoia)‏ (20 أكتوبر 1991 في المملكة المتحدة - ) هو لاعب كرة قدم بريطاني في مركز الوسط. لعب مع بوريهام وود إف سي ونادي أكرينغتون ستانلي ونادي برينتفورد ونادي واتفورد وهايز وييدينغ يونايتد ‏.

## وصلات خارجية
- بيرو مينغويا على موقع قاعدة بيانات كرة القدم.إي يو (الإنجليزية)
- بيرو مينغويا على موقع Soccerbase.com (لاعب) (الإنجليزية)